# Адер, Клеман
Клеман Адер (фр. Clément Ader; 2 апреля 1841 — 5 марта 1925) — французский инженер; известен главным образом своими пионерными работами в области авиации.

## Изобретатель
Клеман Адер является автором изобретений в сфере электротехники и механики. Первоначально Адер изучал электротехнику, и в 1878 году он усовершенствовал телефон конструкции Белла, на основе которого он организовал первую телефонную сеть в Париже в 1880 году.
В 1881 году он изобрёл «театрофон», систему передачи звука по двум каналам, которая сделала доступным бинауральное слушание и позволяла слушателям различать расположение актёров на сцене; это изобретение дало возможность использовать стереозвук для прослушивания оперных произведений на расстоянии в 3 км от театра.
В 1903 году он изобрёл двигатель V8 для ралли Париж — Мадрид; было построено 3 или 4 агрегата, но ни один не был продан.

## Вклад в развитие авиации
Клеман Адер увлёкся идеей механического полёта и потратил много времени и денег на её воплощение в жизнь. Используя данные Луи Пьера Милле (1834—1837) о полёте птиц, он построил в 1886 году свой первый летательный аппарат, который носил название Эол. Это был аппарат, похожий на летучую мышь, управляемый лёгким паровым двигателем его собственной разработки (4 цилиндра, мощность 20 л.с. (15 кВт). Вес составил не более, чем 7 фунтов на одну лошадиную силу (4 g/W)), управление полётом осуществлялось пропеллером с четырьмя лопастями. Крылья, размах которых составил 14 ярдов, были оборудованы системой перекоса крыла, а общий вес составил 650 фунтов (300 кг).
9 октября 1890 года Адер на этом аппарате смог взлететь и пролетел около 50 м. Как правило, считается, что это был первый в истории взлёт самолёта, совершённый только за счёт тяги собственной силовой установки. Однако Адеру не удалось добиться ни управляемости, ни устойчивости полёта. Только 13 лет спустя это смогли сделать братья Райт.
Адер построил следующий самолёт, который он назвал Авион II (он также носил названия Зефир или Эол II). Большинство исследователей приходит к выводу, что работа над этим самолётом так и не была завершена; вместо этого аппарата Адер стал строить Авион III, однако сам Адер утверждал позднее, что он совершал на Авионе II в августе 1892 года полёт на расстояние 200 ярдов (около 200 м).
Успехи Адера привлекли внимание военного министра Шарля де Фрейсине. При поддержке французских военных властей Адер разработал и построил Авион III. Летательный аппарат был похож на огромную летучую мышь из полотна и древесины, его размах крыла составил 16 ярдов. Он был оборудован двумя тянущими пропеллерами с четырьмя лопастями, каждый из них был оснащён паровым двигателем мощностью 30 л.с. (22 кВт). После многочисленных наземных испытаний Адер совершил попытку полёта 14 октября 1897 года. Некоторые зрители утверждали, что Авион катился, взлетел и пролетел более 300 ярдов (300 м), другие же — что Авион III разбился ещё до взлёта. В любом случае, комиссия не была удовлетворена результатом и финансирование было прекращено, однако официальные результаты испытаний не оглашались. После полёта братьев Райт комиссия сделала сообщение, что полёты Адера были успешными.

## «L’Aviation Militaire»
Клеман Адер оставался активным сторонником развития авиации. Он издал в 1909 году труд L'Aviation Militaire, который стал весьма популярен и выдержал 10 изданий в последующие пять лет до начала Первой мировой войны. В своем труде автор писал: 

Корабль, несущий на себе самолёты, будет обязательно создан. Эти корабли будут значительно отличаться от тех, которые используются сегодня. Прежде всего палуба будет очищена от всех препятствий. Она будет плоская, настолько широкая насколько возможно, чтобы не подвергался опасности корпус, она будет напоминать посадочную площадку.
Оригинальный текст (англ.)An airplane-carrying vessel is indispensable. These vessels will be constructed on a plan very different from what is currently used. First of all the deck will be cleared of all obstacles. It will be flat, as wide as possible without jeopardizing the nautical lines of the hull, and it will look like a landing field.

Этот труд оказался особенно важным в связи с авторским видением воздушной войны и точным описанием концепции современных авианосцев с плоской полётной палубой и надстройкой-островом, подъёмниками и ангарами. Концепция авианосца К. Адлера была доведена до руководства американским военно-морским атташе США в Париже, а первые попытки создания авианосца в США датируются ноябрём 1910 года.

## Поздние годы
Прекратив публичные демонстрации, «отец авиации» стал избегать общества. Историки авиации за пределами Франции часто отрицают приоритет Адера, начиная со всех полётов, завершившихся крушениями; факт многих других полётов, оспаривается; они также считают, что в поздние годы заслуги Адера были преувеличены. Тем не менее, полёт Адера 9 октября 1890 года на Эоле хорошо задокументирован и заслуги Адера не могут быть дискредитированы.

## Память
- В 1938 году в честь К. Адера во Франции выпущена почтовая марка;
- В честь пионера авиации назван один из сборочных участков Airbus в Тулузе;
- Летательный аппарат Авион конструкции К. Адера демонстрируется в музее Консерватории искусств и промышленности в Париже.